# ارتاس (داکوتای جنوبی)
ارتاس(به انگلیسی: Artas) شهری در ایالت داکوتای جنوبی کشور ایالات متحده آمریکا است که جمعیت آن در سرشماری سال ۲۰۱۰ میلادی، ۹ نفر بوده‌است.